# Глиф

Различные глифы, представляющие букву a в гарнитуре Zapfino

Глиф (др.-греч. γλύφω «вырезаю; гравирую») — элемент письма, конкретное графическое представление графемы, иногда нескольких связанных графем — составной глиф, — или только части графемы, например — диакритический знак. Два или более глифа, представляя один и тот же символ, используемые попеременно или выбранные в зависимости от контекста, называются аллографами друг друга.
И если графема — единица текста, то глиф — единица графики.

## Этимология

Астрологические глифы, наиболее часто используемые в западной астрологии

Термин происходит от слова glyphe, использовавшегося французскими антикварами (с 1701 года), в свою очередь заимствованного из греч. γλυφή [glyphē] «резьба» от глагола γλύφω [glýphō] «вырезаю, гравирую» (родственно лат. glubere «соскабливать» и англ. cleave «колоть, рубить»).

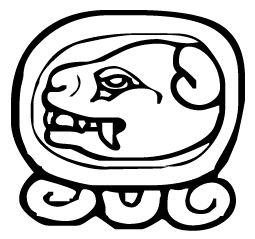
Майяский глиф 10-го дня 20-дневного цикла календаря цолькин

Но впервые слово глифы привлекло внимание европейцев в начале 1840-х годов гравюрами и литографиями с рисунков Фредерика Кезервуда нерасшифрованных глифов цивилизации майя.

## Археология
В археологии глиф — это вырезанный или начертанный на камне (петроглиф) или дереве символ. Это может быть пиктограмма или идеограмма, или часть системы письменности, такой как слоговое письмо или логограмма.

## Книгопечатание

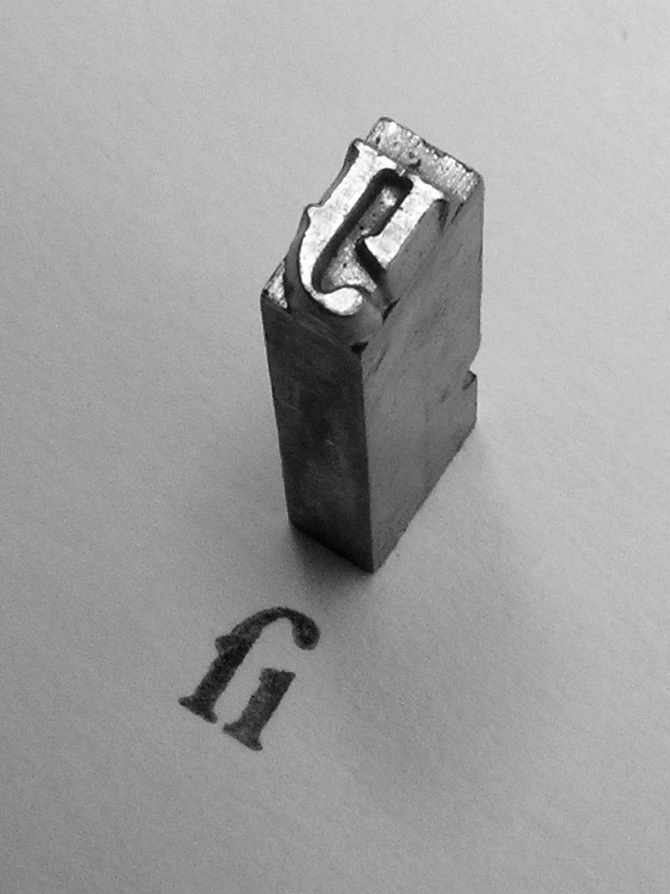
Смежные символы s (ſ) и i, представленные как один глиф

В книгопечатании глиф — это характерная особенность шрифта. В вычислительной технике — это элемент компьютерного символа, соответствующий графеме или графемоподобной единице текста: это может быть буква, число, знак пунктуации или пиктограмма, декоративный символ, графическая метка.

## Использование в других отраслях
- В мобильных телефонах, в технологиях ввода текста, глиф — это семейство методов ввода текста, основанное на разбиении букв на базовые формы.